# Kościół Matki Bożej Królowej Polski w Chojnicach
Kościół Matki Bożej Królowej Polski w Chojnicach – rzymskokatolicki kościół parafialny należący do parafii pod tym samym wezwaniem (dekanat chojnicki diecezji pelplińskiej).
W 1979 roku rozpoczęto budowę świątyni. W dniu 2 października 1983 roku biskup Marian Przykucki poświęcił tzw. małą świątynię i utworzył parafię. W dniu 1 października 1989 roku poświęcona została świątynia główna, z kolei w dniu 8 października 1995 roku biskup Pelpliński poświęcił ołtarz.